# Linkuddens naturreservat
Linkudden är ett naturreservat på Blidö, Stockholms skärgård. Naturreservatet som även kallas Linken kan nås med bil och det finns en parkeringsplats i norra änden av området. På den södra spetsen vid inloppet till Sikmarö kanal finns en brygga för dem som anländer med egen båt. Bryggan underhålls av Skärgårdsstiftelsen.